# Gåsört
Gåsört (Argentina anserina) är en krypande flerårig ört i familjen rosväxter. Ett äldre namn är silverört. 
Gåsörten ansågs tidigare tillhöra släktet Potentilla, men har tillsammans med grönlandsgåsörten brutits ut till ett separat släkte Argentina.
Gåsörten växer gärna på havsstränder, men i södra och mellersta Sverige även på kulturmarker. Den blommar juni—augusti.